# Vyšný Slavkov
Vyšný Slavkov és un poble i municipi d'Eslovàquia. Es troba a la regió de Prešov, al nord del país.

## Història
La primera referència escrita de la vila data del 1347.

## Demografia
| Godina             | 1994 | 2004   | 2014    | 2024   |
| ------------------ | ---- | ------ | ------- | ------ |
| Nombre de persones | 358  | 336    | 284     | 258    |
| Diferència         |      | −6,14% | −15,47% | −9,15% |

| Godina             | 2023 | 2024   |
| ------------------ | ---- | ------ |
| Nombre de persones | 263  | 258    |
| Diferència         |      | −1,90% |